# Grant Brebner
Grant Brebner, né le 6 décembre 1977 à Édimbourg en Écosse, est un footballeur écossais, devenu entraîneur à l'issue de sa carrière, qui évoluait au poste de milieu défensif.

## Biographie

### Carrière de joueur
Grant Brebner joue 3 matchs en Coupe de l'UEFA avec les clubs d'Hibernian et de Dundee United.
Avec l'équipe du Melbourne Victory, il prend part à la Ligue des champions de l'AFC.

## Palmarès
- Avec le Melbourne Victory
  - Champion d'Australie en 2007 et 2009